# Luca Prodan
Luca George Prodan (Roma, 17 de mayo de 1953 -Buenos Aires, 22 de diciembre de 1987) fue un cantante, compositor y músico oriundo de Italia, que a comienzos de los años 1980 se radicó en Argentina, donde formó el grupo musical Sumo.

## Biografía

### Primeros años
Luca George Prodan nació en Roma el 17 de mayo de 1953, hijo de Mario Prodan, un ciudadano italiano nacido en el imperio austrohúngaro y de Cecilia Pollock, nacida en China e hija de escoceses que residieron en Shanghái y Pekín antes de la Segunda Guerra Mundial. Luca fue el tercero de cuatro hermanos: Michela (Micaela) y Claudia eran las mayores, y Andrea el menor de todos. Tanto Michela como Andrea están relacionados con el mundo del cine aunque Andrea tiene también una trayectoria musical inusual, como solista del coro más famoso de Inglaterra en su primera juventud y músico creativo en su madurez.
Luca tuvo un cameo en la película Roma (1972) de Federico Fellini, en donde se lo ve como hippie tocando una flauta. En 1984, siendo ya cantante de Sumo, volvió a tener un cameo cinematográfico en la miniserie Anno Domini, filmada en Túnez y protagonizada por Ava Gardner, producción en la que trabajaban, en distintos puestos detrás de cámara, sus hermanos Andrea y Michela. Posteriormente, ya en pleno apogeo de Sumo, interpretó el rol de un policía en el cortometraje El día que reventaron las lámparas de gas, dirigido por su amigo Rodrigo Espina. El corto tuvo su "estreno oficial" en VHS en el Parakultural.

### En Reino Unido
En 1962 un Prodan de 9 años de edad fue enviado a la Gordonstoun School, prestigioso internado (colegio pupilo) en el norte de Escocia para hijos de la alta sociedad considerado como uno de los mejores de Europa. El Rey Carlos de Inglaterra asistió también a Gordonstoun; existe en Argentina el mito urbano de que Luca lo golpeó en una ocasión, aunque el monarca es cinco años mayor. En Gordonstoun, Prodan hizo amistad con otro alumno llamado Timmy McKern, quien sería su amigo hasta la muerte. En 1970, a los diecisiete años de edad y a uno de finalizar sus estudios, Prodan los abandona y huye de Gordonstoun. Mientras su familia requería su búsqueda a la Interpol, Prodan recorría Europa en solitario de regreso a Roma, donde fue hallado por su madre en el mismo momento en el que había sido detenido por la policía.
Establecido en Londres durante la década de los setenta, Prodan consiguió un empleo en la tienda de la discográfica Virgin, y en esa ciudad formó su primera banda, The New Clear Heads, contemporánea de bandas punk como XTC, The Fall, Wire o Joy Division. La sensibilidad musical de Prodan, influida por el apogeo de los ritmos de las excolonias británicas como el dub y el reggae (que influyeron en la música popular británica de aquella década), se vio impactada por el estilo personal de cantautores post-punk como Joe Jackson, Graham Parker o Elvis Costello, aunque la ironía de Ian Dury & The Blockheads también remite al estilo jocoso y festivo de algunas de las canciones que Prodan desarrollaría como líder del grupo argentino Sumo.
Luca tenía una vocación particular por la música. Fue sensible en la adolescencia al rock sinfónico y a la psicodelia de Canned Heat, Soft Machine, Syd Barrett (Pink Floyd), o de Peter Hammill y Van der Graaf Generator e incluso al boom experimental de Roxy Music. Inspirado por algunos músicos como Bob Dylan, Jim Morrison (The Doors), Nick Drake, John Martyn, John Lennon, David Bowie, Leonard Cohen, Lou Reed, Lucio Battisti, Franco Battiato, o Brian Eno, compuso durante la década de 1970 algunas canciones memorables, que serían grabadas en 1981 en Nono, Córdoba (Argentina).
En la disquería Virgin de Marble Arch (Londres), uno de los locales donde nació el imperio de Richard Branson, Luca trabajaba la sección de singles (discos de 45 rpm). Allí, empezó a acumular para sí mismo algunos tesoros musicales — la mayoría robados del depósito— con un límite: uno de cada 10 discos que vendía iba a parar a su casa. Lo echaron pero, a insistencia de algunos clientes que reclamaban «al italiano que podía descubrir el título de una canción y a su intérprete con tan solo escuchar un silbido desafinado», le devolvieron su trabajo, aunque la segunda oportunidad en Virgin duró poco: Luca tuvo mucho más discos a su disposición, y la sustracción alcanzó niveles de desmesura. Además de llevarse los discos que le gustaban, llegó a robar discos para sus amigos y para su hermano Andrea. Esta vez el empleador no dudó, y se ordenó el despido definitivo. Según contó su hermano Andrea (que por la misma época estudiaba en Canterbury y se reunía con Luca los fines de semana): "A él no le gustaba trabajar en esos lugares; casi todos esos laburos fueron esporádicos. Vivió mucho tiempo cobrando el seguro de desempleo: decía que tenía familia y niños a cargo, así que le daban más plata. En esa época las autoridades eran muy inocentes, se creían todo lo que les decía la gente. Él usaba parte de ese dinero para comprarse discos y drogas, se pasaba semanas escuchando esos discos con amigos y grabando en una portaestudio".
Viviendo en Londres, Luca se inició en el consumo de heroína; En 1979, su hermana Claudia se suicidó con su novio, tras encerrarse en un auto e inhalar monóxido de carbono. Tras este hecho, Luca cayó en coma debido a una sobredosis de esa sustancia, por lo que casi se le dio por muerto.

### En Argentina
Buscando una salida para su adicción — que ya había terminado con la vida de su hermana, y casi con la de él — Prodan viaja para instalarse en Argentina en marzo de 1980. Viajó sin saber prácticamente nada del país, ensoñado por una bucólica foto que le había enviado en una carta Timmy McKern, el amigo argentino de origen escocés con quien había compartido años escolares en Gordonstoun y convivido luego en Londres. En la imagen se veía a la familia de McKern en las sierras de Córdoba, como un paraíso, a la que su amigo Timmy agregó una información clave: en Argentina, en ese momento, no había ni se conocía la heroína.

Todo comenzó con una foto que cruzó el océano desde estas tierras hasta Roma. Luca Prodan caminaba al borde de la muerte y la postal familiar que recibió mostraba el refugio cordobés de su amigo Timmy McKern donde todo era vida y naturaleza. Un perro, dos niñas, una pareja sonriendo con las sierras de Nono como marco de una vida idílica. Con Timmy habían compartido el colegio del norte de Escocia al que también asistía el príncipe Carlos de Gales. Su invitación era la última carta que Luca tenía para jugar y ganar unos años más de vida. Ni siquiera imaginaba que, años más tarde, con su música marcaría un quiebre en la historia de nuestro rock.
Pedro Irigoyen, Memorias del Happy Valley Rock.

El mismo día en que Luca llegó a Argentina, Timmy MacKern fue a esperarlo al aeropuerto internacional de Ezeiza y lo alojó en su casa en Hurlingham, provincia de Buenos Aires. Entre los familiares que Timmy le presentó se encontraba su cuñado Germán Daffunchio, que por esa época tenía 20 años y era marinero. Al finalizar la cena, Daffunchio comenzó a tocar una guitarra criolla y Luca cantó, naciendo entre ellos la idea de formar una banda. Inmediatamente se trasladaron al campo de la familia McKern en Traslasierra (Córdoba); con ellos iban Daffunchio y su amigo Alejandro Sokol. Así comenzaron las zapadas que dieron nacimiento a Sumo, con Daffunchio como guitarrista y Sokol al bajo.
En medio de ese proyecto, Luca debía encontrar maneras para calmar los nervios y la ansiedad que le habían quedado como secuela de su adicción a la heroína. La zona era, ya por esa época, un hervidero de artistas y hippies que se retiraban a vivir en un ámbito rural para huir a la represión imperante en las grandes ciudades durante el Proceso de Reorganización Nacional, nombre con el que se designaba oficialmente a la dictadura militar que gobernó la Argentina entre los años 1976 y 1983. En ese ámbito, Luca encontró alivio en la marihuana, de la que existían numerosos productores de tipo artesanal, así como en el alcohol. En una entrevista, Prodan llegó a recordar: "me debo haber tomado como 80.000 damajuanas", porque consumió mucho vino siendo recién llegado; después, y a raíz de las continuas visitas que hacían los músicos al único bar de un pequeño paraje llamado Las Calles — cerca del establecimiento rural en el que vivían —, se aficionó a la ginebra, de la que llegó a tomar una botella por día. Al volver a Buenos Aires para empezar Sumo, Luca llevaba con él estos nuevos hábitos y así se integró al naciente under porteño, movimiento cultural que comenzó a desarrollarse entre el fin de la dictadura militar y el regreso de la democracia en el que las drogas ocupaban un lugar central, especialmente la cocaína. No obstante, Luca — a diferencia de otros miembros de Sumo — nunca llegaría a aficionarse a esta sustancia, según su compañero Roberto Pettinato, quien dejó aclarado el hecho en su libro Luca es mío:

Lamento desilusionarlos: no. Luca fumaba, y la primera vez que sentí algo al respecto fue estando en los ensayos de Hurlingham, en la casona llena de árboles y arquitectura Tudor. Había una botella de dos litros de Coca-Cola que Luca agarró con ambas manos. Juro que yo no sabía qué se proponía.
Entonces desarmó un paquete de cigarrillos, tomó el papel metálico y abrió un agujero. Puso el papel ahí, lo agujereó y por encima puso el “pot”, “grass” o “weed”. No recuerdo qué nombre usaba pero no era el de nuestro país.
Por momentos le encantaba utilizar ciertos términos ingleses de veinte años atrás, como decirle “booze” al alcohol o cualquier cosa que lo diferenciara de los demás. Jamás lo escuché decir porro pero sí “joint”, como si estuviésemos enfrente del escenario de Woodstock esperando la salida de Joe Cocker.
Roberto Pettinato, Luca es mío, Ed. Planeta.

## Carrera

### Sumo

#### Primera formación

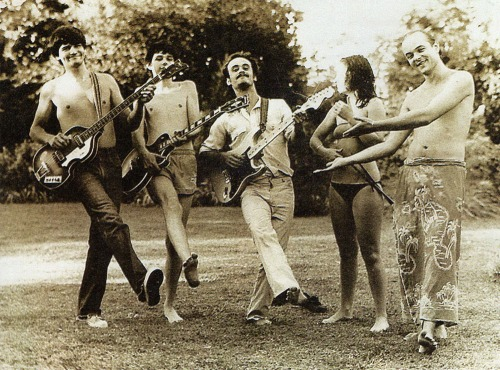
Primera formación en el año 1981. De izquierda a derecha: Alejandro Sokol, Ricardo Curtet, Germán Daffunchio, Stephanie Nuttal y Luca Prodan.

Tras observar la promisoria evolución de esas zapadas, Timmy McKern, amigo y futuro representante de la banda, le presentaría a Luca un joven guitarrista amigo suyo, a quien le propondría la idea de formar una banda: Ricardo Curtet, en ese entonces residente en Mina Clavero y que fue convencido por su amigo McKern para formar parte del grupo. Una vez presentados, Luca regresa a Londres para comenzar con la compra de los instrumentos e intenta convencer (con éxito) a su amiga Stephanie Nuttal de ser la baterista de su nueva banda. Nuttal había formado parte del grupo mancuniano Manicured Noise, banda con la que había llegado a telonear a Siouxsie And The Banshees y a XTC, y a editar un par de simples para el sello Charisma (el mismo de King Crimson, Van Der Graaf Generator y Genesis, así como los proyectos personales de varios integrantes de esta última banda: Peter Gabriel, Tony Banks y Steve Hackett), y llegaría a la Argentina en octubre de 1981 para sumarse al equipo que ensayaba en Córdoba. De esta forma, la banda quedaba conformada con Luca como voz principal, Daffunchio en la primera guitarra, Curtet como guitarra rítmica, Sokol en el bajo y Stephanie Nuttal en la batería. La presencia de la chica inglesa en la alineación era todo un suceso, ya que mayoritariamente las bandas de rock de esa época estaban conformadas exclusivamente por varones; así conformado el grupo, en 1981 grabaron en el estudio de Nono los temas que posteriormente conformarían un álbum póstumo de Luca, Time, Fate, Love.
Tras esta grabación, comenzó a florecer la idea de trasladar todo el equipo hacia Hurlingham, de donde provenía la mayoría de los integrantes. Sin embargo, eso provocó la primera baja del grupo al desvincularse Ricardo Curtet, quien — habiendo sido padre durante ese tiempo — decidió finalmente volverse a Mina Clavero para cuidar de su nueva familia.

#### Segunda etapa
La banda estableció su base en la casa de la madre de Timmy en Hurlingham, provincia de Buenos Aires. El primer concierto de la banda fue en una discoteca de El Palomar llamada Caroline's Pub, con un espectáculo basado en temas cantados en inglés. Un mes después participaron en el Festival Rock del sol a la luna en el estadio de Estudiantes de Buenos Aires, compartiendo escenario con nombres consagrados como Riff (el número central), Los Violadores y Orion's. A pesar de ser apenas su segundo show, Luca Prodan ya dejó una anécdota histórica cuando se enfrentó al público que pedía ensordecerdoramente la presencia de Pappo con la frase: “¿Pappo? ¿Quién es ese Pappo? No lo conozco... Le juego una carrera tomando vodka hasta Rosario a ver quién gana”. También fue memorable la reacción hostil del público hacia la presencia de Stephanie Nuttall, ya que no era habitual ver a una mujer en un escenario en un show de rock. Apenas días después, el 2 de abril de 1982, la banda se vio sorprendida por la guerra de Malvinas, cuando todo lo relacionado con el Reino Unido — incluido el idioma — estaba prohibido o mal visto; tanto, que causó el retorno inmediato de Nuttal a su país natal a pedido de sus padres. A raíz de esta partida, Sokol pasó a la batería y el puesto de bajista pasó a ser ocupado por Diego Arnedo, quien tocaba en una banda de hard rock de Hurlingham llamada MAM junto a los hermanos Omar y Ricardo Mollo. Con esa nueva formación, pasaron a dar varios shows en un local de Olivos llamado Mastropiero.
La formación de Sumo alcanzaría su madurez con la entrada como saxofonista de Roberto Pettinato, a mediados de 1983. Pettinato era periodista y había dirigido la revista de rock El Expreso Imaginario en su última etapa, hasta que dejó de editarse en enero de 1983; desde entonces, conducía un segmento llamado La Zona Fantasma en Radio Del Plata. Impresionado tras ver una actuación en vivo de Sumo, invitó a Luca a su programa radial; allí le hizo una entrevista histórica y, al finalizar la misma, trabaron amistad y decidieron la incorporación de Pettinato a la banda.
En 1984, Sokol dejó la banda y, ante la falta de bateristas, hubo un par de show con Luca tocando una batería electrónica. Poco después, Luca Prodan escuchó un ensayo en el Café Einstein de la banda Oiga Diga (liderada por el guitarrista de Patricio Rey y sus Redonditos de Ricota Tito Fargo) y reclutó a su baterista, Alberto "Superman" Troglio, para que lo reemplace; al poco tiempo, invitado por Diego Arnedo, Ricardo Mollo se incorpora como guitarrista. Mollo también era exintegrante de MAM y su estilo de ejecución, inspirado en Jimi Hendrix, tenía más inclinación hacia el hard rock; de hecho, pocos días después de unirse a Sumo, le llegó una invitación de Ricardo Iorio para sumarse a V8, la banda pionera del heavy metal en Argentina, la cual declinó por el compromiso que ya había hecho con Luca. Años después, Mollo diría que “Sumo fue una desviación en mi carrera. Yo estaba para ser un guitarrista y tocar jazz-rock, que acá pegó fuertísimo. Habíamos dejado de tocar con Diego (Arnedo) un tiempito y cuando nos reencontramos me dice: 'Estoy tocando con un chabón que vino de Inglaterra, tocamos en el Stud Bar, a la salida del túnel de Libertador'. Los fui a ver y me volaron la cabeza: un tipo tan carismático que te metía en un mambo sin haber tomado nada. No podía creer lo que estaba sucediendo con algo tan rudimentario. Porque si hubo un grupo rudimentario, casi despreciado en su momento por todas las bandas argentinas que decían 'esos tipos que tocan desafinados', ese fue Sumo. No fue un grupo querido; después sí, y ahora todos son fanáticos de Sumo. La actitud de Luca, la música que era extraña, muy personal porque él tenía aquel bagaje de cosas que traía, por haber sido un melómano toda su vida y por haber trabajado en una disquería."
Esa formación, con Prodan, Daffunchio, Arnedo, Mollo, Troglio y Pettinato, se mantendría hasta la muerte de Prodan y la consiguiente disolución del grupo.
Por estos años, Prodan, quien no tenía un hogar en Buenos Aires y había hecho gran amistad con los dueños del Café Einstein, llegó a dormir en el local o en la casa de uno de ellos, Sergio Aisenstein, y tocaba en el lugar prácticamente todos los días. Los fines de semana con Sumo y los días de semana con sus proyectos paralelos, La Hurlingham Reggae Band, Ojos de Terciopelo y Sumito (un grupo acústico que lo completaban Roberto Pettinato en saxo y Diego Arnedo en contrabajo). Todos estos grupos, con pequeñas variaciones en la formación, tocaban varios recitales cada fin de semana no sólo en el Café Einstein, sino también en otros reductos del under como Zero, Stud Free Pub, La Esquina del Sol o en el Parakultural.
Tras publicar Corpiños en la Madrugada en forma de casete y con distribución limitada, en el año 1985 la banda sacó su primer álbum, Divididos por la Felicidad — titulado jugando con la traducción del nombre de la banda inglesa Joy Division —, en el que plasmaron reggae con influencias de Bob Marley y también del funk y post punk. El sencillo "La rubia tarada" fue el mayor éxito de este LP.
En 1986 grabaron Llegando los monos, segundo disco, en el que hay reggae, rock agresivo y post-punk: algunos de sus temas se han convertido en himnos, como "Estallando desde el océano", "El Ojo Blindado" o "TV Caliente". El hit del disco fue "Los Viejos vinagres". En ese mismo año dieron un concierto en el estadio de Obras, consagrándose como una de las bandas más atractivas de ese momento. Así, Prodan formó parte del cortometraje El día que reventaron las lámparas de gas, del director Rodrigo Espina.
En 1987 sacaron su tercer y último disco, After Chabón, en el que se muestra una notable madurez en materia musical y lírica. Tal es el caso de "Mañana en el Abasto", tema en el que Prodan da una particular y emotiva descripción de un barrio típico de Buenos Aires.

## Fallecimiento
En ese mismo año, 1987, Luca ya había caído en el alcoholismo, lo que le produjo graves problemas de salud, entre los que se encontraba una incipiente cirrosis hepática. Pocos días antes de morir, había hablado por teléfono a su hermano Andrea pidiéndole que viajara a la Argentina, y le habría dicho "estoy mal…yo estoy mal. Tenés que venir". Siguió haciendo, hasta el final, presentaciones en vivo, que por esa época eran la principal fuente de ingresos de la banda y les hacía tocar con mucha frecuencia, casi en cualquier lugar que les diera escenario. Luca disfrutaba muchísimo de cada show: el 23 de mayo de 1987 fue a Cemento a ver a Patricio Rey y sus Redonditos de Ricota. Antes del show fue a saludarlos al camerino y le ofrecieron una participación: subió al escenario durante la canción "Criminal Mambo" y, después de la parte en que el Indio Solari canta unas frases en italiano, Prodan improvisó una nueva letra en un inglés oscuro y gutural. El último recital de Sumo se realizó en el estadio del Club Atlético Los Andes el 20 de diciembre de 1987, ante un público de apenas unas 500 personas. Era una fecha compartida con Los Violadores, quienes abrieron el show debido a que esa misma noche tenían otra presentación en una discoteca de Berazategui; Pil Trafa, el cantante de esta banda, recordaba que vio a Luca "muy delgado, muy demacrado. Estaba amarillo". Sus excompañeros recordaron más tarde que llegó borracho a tocar en Los Andes con una botella de ginebra en la mano, por lo que el personal de seguridad no lo reconoció y trató de impedirle el ingreso, generándose una breve pelea. Luego de la intercesión de sus compañeros de banda ingresó al estadio, pero hizo una escena en el camerino, rompiendo botellas y gritando mucho. Finalmente dio el show y, momentos antes de interpretar una poderosa versión de Fuck you, Luca dijo: «Ahí va. La última». Evidentemente se refería a que era la última canción del show, pero los acontecimientos posteriores dieron a esta frase un carácter profético.
Dos días después, el martes 22 de diciembre de 1987, fue hallado muerto en la habitación que alquilaba en la pensión ubicada en la calle Alsina 451, en el barrio de Monserrat (el inmueble era administrado por el pianista y afinador Marcelo Arbiser, amigo de Luca Prodan, y cada habitación se alquilaba por separado). Con el paso de los años surgieron distintas versiones sobre la causa de la muerte. La prensa informó que había sufrido un paro cardíaco atribuido a una grave hemorragia interna causada por la cirrosis hepática que padecía. Muchos años más tarde, el escritor Enrique Symns difundió en una entrevista una versión alternativa, diciendo que murió por una sobredosis de heroína. Según Symns, Luca había pasado años sin consumir heroína simplemente porque era imposible conseguirla en Argentina en esa época, pero en 1987 ya habrían llegado las primeras dosis a las calles de Buenos Aires y, en ese momento, Luca habría intentado volver a inyectarse una dosis similar a las que consumía en Londres, aunque su cuerpo ya no tenía la misma tolerancia, lo que le habría causado la muerte. "Luca se quería ir a la mierda. Justamente se pica heroína cuando estaba por cobrar los primeros 80.000 mangos que le iban a dar por derechos de autor, se iba a comprar una casa en Córdoba, la novia se iba a recibir de psicóloga... Yo creo que él no quiso saber". El director de cine y amigo personal de Luca, Rodrigo Espina, llegó a declarar: "Yo mismo tiré lo que quedó de la heroína que se inyectó. Fui uno de los primeros que cayó a la casa. Agarré la heroína, la tiré a un baldío, me comí unas puteadas grandes de alguien… así fue. No sé quién se la dio, hay una historia media negra con una tercera persona que está bajo secreto.” También dijo que la única persona que conoce la identidad del proveedor sería Silvia Ceriani, quien en los últimos meses se había convertido en novia de Luca pero que, según Espina, ella jamás diría nada. Ceriani alquilaba otra habitación en la misma pensión, pero la abandonó inmediatamente después de la muerte; en las entrevistas que dio al respecto, afirma que Luca murió en sus brazos y que no fue por sobredosis. Otro miembro de Sumo, Roberto Pettinato, confirmó la versión de la sobredosis pero no de heroína sino de metadona, droga que a veces se usa como sustituto de la primera. Lo cierto es que no se realizó ninguna autopsia. Otros allegados íntimos, como Timmy MacKern y el baterista Alberto Troglio, han reconocido más tarde que los compañeros y amigos de Prodan tenían miedo de que se iniciara una investigación de las causas de la muerte, y que por eso dejaron todo en manos del abogado Albino "Joe" Stefanolo como encargado de manejar la situación con las autoridades, y dejar todo asentado como una muerte natural. Al día siguiente, y también por la intercesión de Stefanolo ante la negativa de numerosos cementerios, fue sepultado en el Cementerio de Avellaneda en una ceremonia a la que asistieron sus compañeros de banda, amigos y multitud de jóvenes seguidores de la agrupación. Unos años después, su hermano Andrea hizo cremar los restos y trasladó las cenizas a una plazoleta dentro del cementerio, debajo de una roca traída desde Nono, donde permanecen hasta la actualidad, habiéndose convertido en lugar de peregrinación para admiradores que le dejan todo tipo de regalos, desde retratos, escritos, pañuelos y camisetas hasta cigarrillos y botellas de ginebra o cerveza. La muerte de Prodan iniciaría una etapa de sucesivas muertes en figuras destacadas del rock argentino; en menos de un año también fallecieron Miguel Abuelo (26 de marzo de 1988) y Federico Moura (21 de diciembre de 1988), líderes de Los Abuelos de la Nada y de Virus, respectivamente, dos de las bandas que, junto con Sumo, habían protagonizado el recambio generacional y el boom de popularidad del rock nacional argentino a partir de la restauración democrática de 1983.

## Perfil

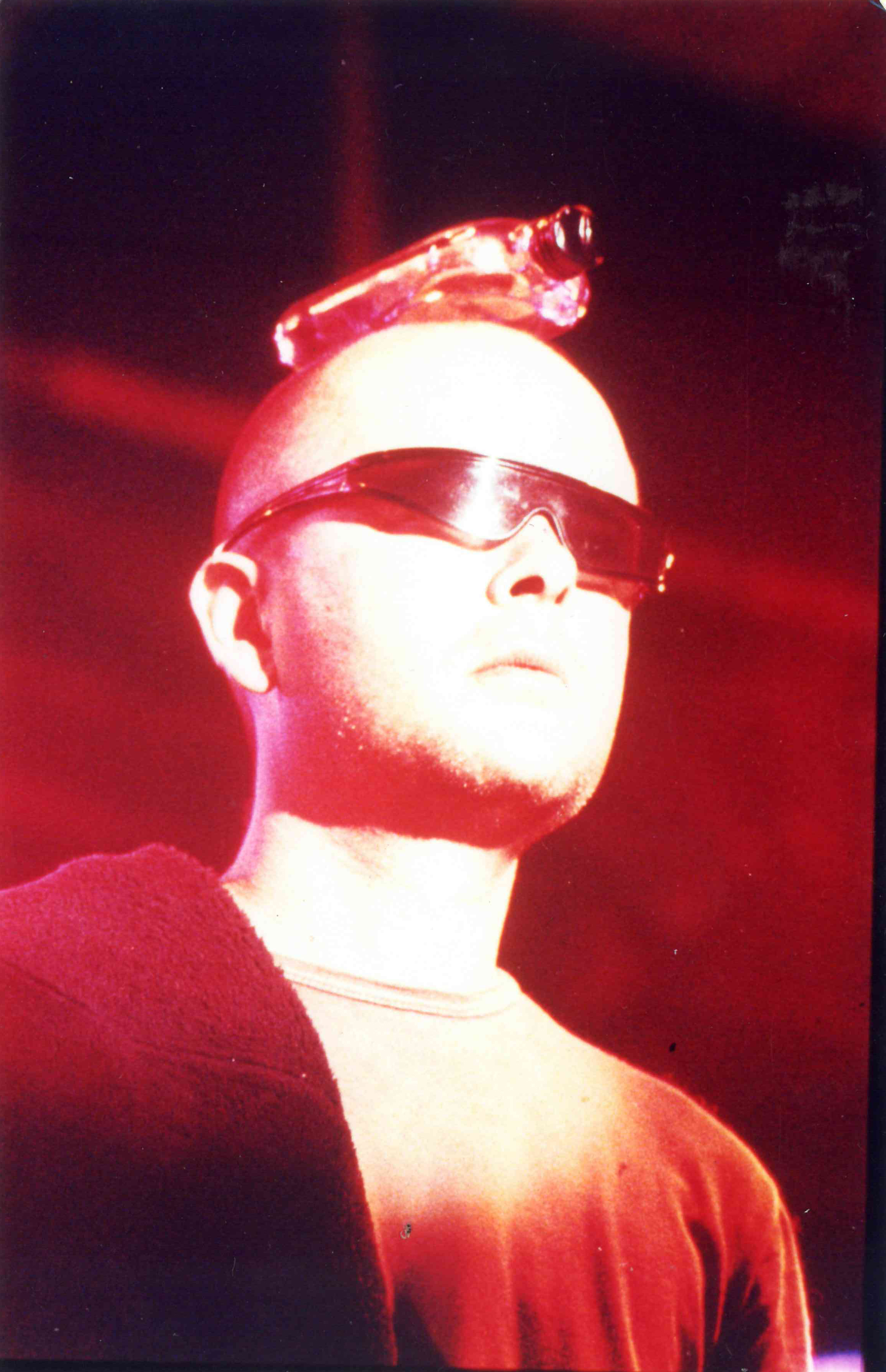
Luca Prodan en vivo, con una botella de ginebra en su cabeza

Luca Prodan participó de cerca en la escena musical alternativa inglesa de la década de 1970. Se dice que tenía vínculos con varios protagonistas de lo que luego fue la escena musical británica de esos años, como Malcolm McLaren, John Lydon y Sid Vicious (de The Sex Pistols), Ian Curtis (de Joy Division), Ian Dury (de Ian Dury & The Blockheads), Stephanie Nuttal (de Manicured Noise, luego primera baterista de Sumo) y Tony Mansfield (de New Musik y luego productor de A-Ha, Naked Eyes, The B-52's y Ana Torroja de Mecano). Parte de los coros en la canción "Living By Numbers" de New Musik, de 1980, fueron interpretados por Luca, por entonces novio de Julie Mansfield, hermana del cantante. En 1983, la Argentina se encontraba inmersa en un escenario muy particular: la dictadura había dado paso a la democracia y las ciudades empezaban una etapa de renovación en la música, el teatro y las artes plásticas. Por su parte, el perfil de Luca Prodan era una extraña combinación de caballero y vagabundo — era profundamente educado y erudito, con una enorme sensibilidad para la música, la historia del arte y la literatura. Al mismo tiempo, desafiaba esa legitimidad con una sensibilidad por los personajes y el lenguaje de la calle, los excéntricos y la música folk. También fue reconocido por componer temas monocordes (de un solo acorde). «El rock puede o debe ser simple, dos acordes», fue su frase de cabecera durante muchos años. Procedente de Europa, Prodan traía una visión del rock completamente diferente a la de los músicos argentinos que habían crecido escuchando el denominado «rock nacional», y consumiendo a la prensa que alababa esa movida y le daba a ciertos músicos históricos el carácter de "próceres" o "intocables". Luca siempre tuvo una posición de burla con respecto a ese incipiente star system que en los primeros años de la década de 1980 nadie parecía discutir: solía hablar muy mal de artistas contemporáneos como Charly García, Soda Stereo, Miguel Mateos, Miguel Abuelo, Fito Páez y hasta de Patricio Rey y sus Redonditos de Ricota, con cuyos músicos tenía amistad y solía colaborar. Bobby Flores, en entrevista con Fabián Chiarello, cuenta que Jorge Crespo, mánager de Sumo, le comentó que a Luca le gustaba mucho la voz de Eduardo Franco, cantante de Los Iracundos. También decía no entender el respeto y admiración que los más jóvenes le profesaban a artistas "históricos" y que él encontraba mediocres, como Litto Nebbia, Tanguito, Moris y León Gieco. Consultado sobre ellos en la mítica entrevista con Pettinato en La Zona Fantasma, Luca los calificó como "copias hechas acá de cosas que ya no me gustaban allá (...) Steely Dan, Crosby, Stills & Nash… cualquier copia de Bob Dylan es un asco. Seguro que si vas a Bangkok, hay un Bob Dylan tailandés". Dentro de esa crítica incluía también a Luis Alberto Spinetta, aunque respecto a este último dejaba aparte de sus críticas al disco Kamikaze, que lo había asombrado ni bien llegó a la Argentina. No obstante ello, aclaraba que la canción del disco que realmente lo emocionaba era "Barro Tal Vez", una zamba compuesta por Spinetta en su adolescencia y que lo había impresionado por su simplicidad. Ese carácter simple y directo le transmitía a Luca un sentimiento de autenticidad que era el que él más valoraba en la música. Es en ese contexto estético, sin duda formado por el punk británico, que deben entenderse los dichos de Prodan sobre el folklore argentino. Si bien supo elogiar a artistas consagrados como Atahualpa Yupanqui, Mercedes Sosa o Jaime Torres, está claro que cuando él pensaba en folklore se refería a una experiencia mucho más directa, como la de los músicos ignotos que había visto cantar por simple placer en las peñas de la provincia de Córdoba: "Me gustan los tipos que se toman una damajuana de vino y después se cantan cuarenta chacareras. Eso me gusta, tiene fuerza en vivo”, dijo a Pettinato en su célebre entrevista. Luca Prodan fue un personaje del underground, pero criticaba duramente el elitismo pretencioso de un sector «moderno» y prefería el papel beat de «príncipe-mendigo». Esa actitud lo convirtió en ícono de la llamada cultura rock — un término del que el mismo Prodan se reía: «¿Qué es el rock? ¡Es el kcor al revés!». Si durante la década de 1980 esta cultura se asociaba a estéticas «modernas» y «vanguardistas», durante la del 1990 la masificación y diversificación del consumo aumentó la brecha social, produciéndose una creciente distinción en los estilos musicales, asociando cada vez más el rock nacional a la cultura de sectores medios empobrecidos («rockeros») o a los sectores populares, haciendo de Luca Prodan un rostro encantado y paradójico que sintetizaba las facetas múltiples e inesperadas de la cultura argentina reciente.

## Homenajes y reconocimientos

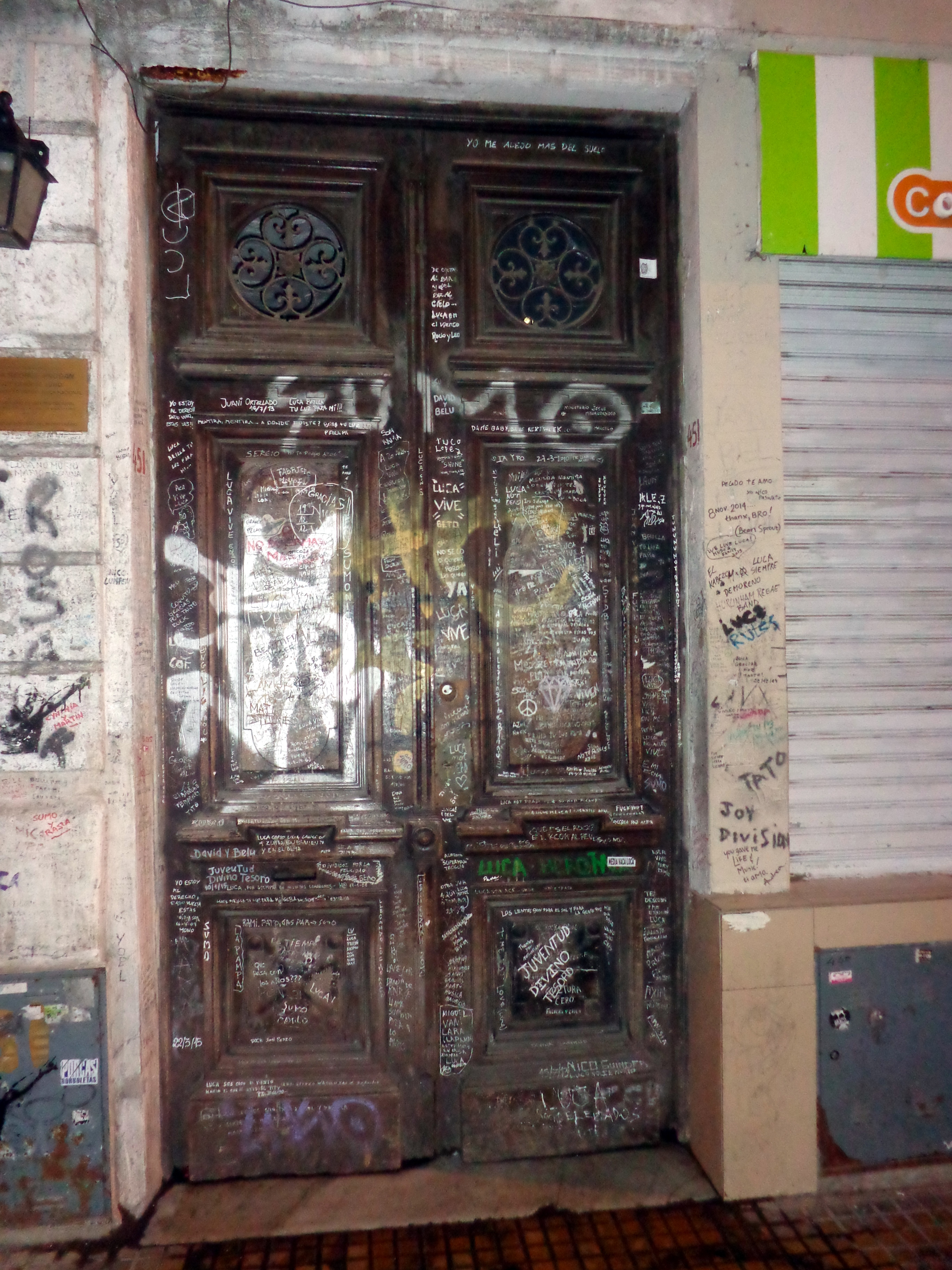
Última casa de Luca Prodan, en calle Adolfo Alsina 451, Buenos Aires. Actualmente hay un Espacio Cultural que recuerda a Prodan. Los fanáticos dejan inscripciones en la puerta.

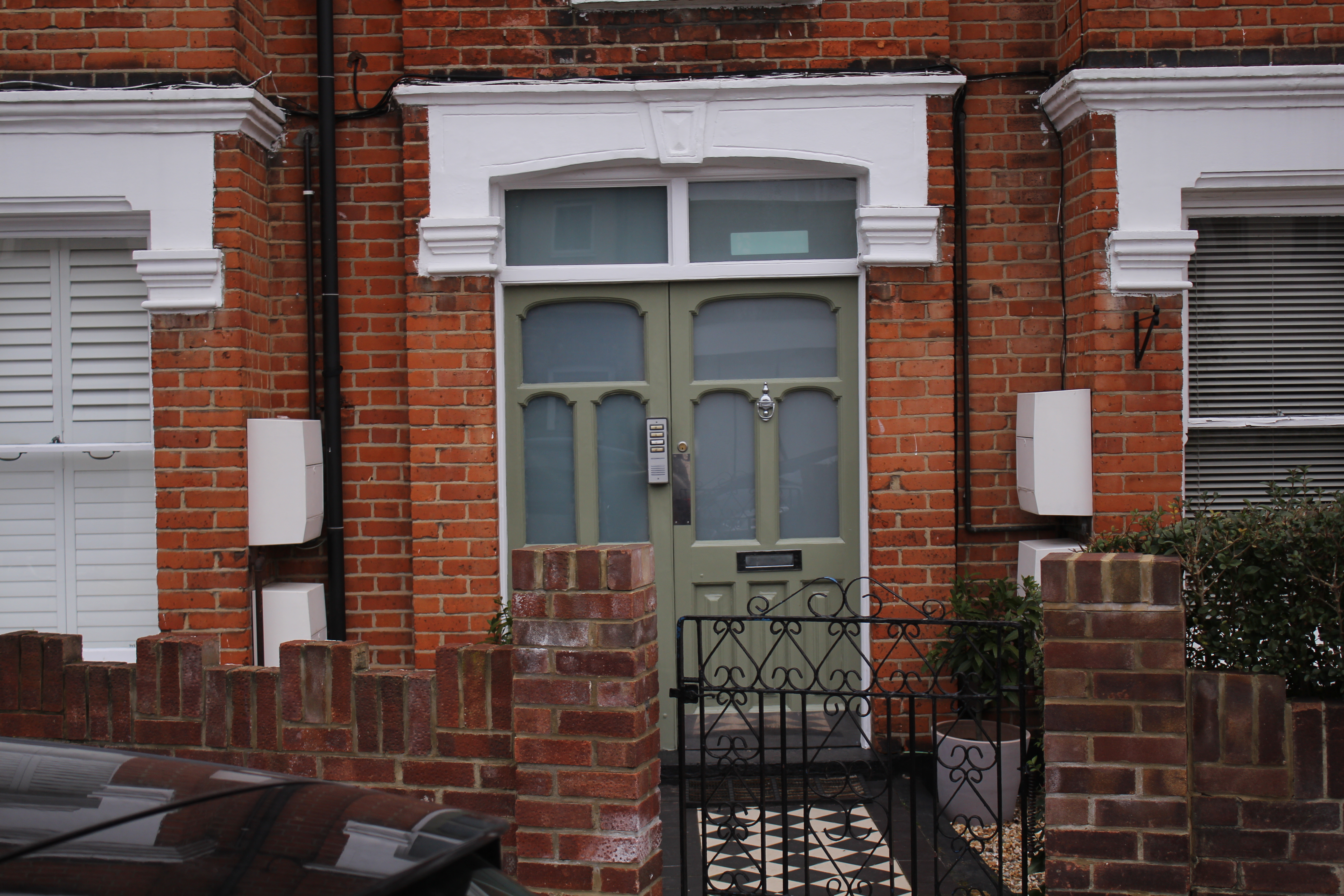
Última casa donde vivió Luca Prodan en Londres antes de mudarse a la Argentina. Actualmente existe un proyecto para instalar una placa de reconocimiento a su aporte cultural.

- El grupo argentino Divididos, formado por sus excompañeros Ricardo Mollo y Diego Arnedo, le dedicó el tema «Luca» en su disco Gol de Mujer (1998).
- El cantante Vicentico le dedicó el sencillo «Luca» de su álbum Sólo un momento (2010).
- El grupo chileno funk Los Tetas le dedicó la canción «Sale Luca» en su disco debut Mama funk (1995).
- El grupo argentino Bersuit Vergarabat lo menciona en su canción «En trance» de su álbum Don Leopardo (1996) y, sin mencionarlo, lo homenajea con la canción «Murguita del sur» de su álbum Libertinaje (1998).
- El cantante Andrés Ciro Martínez le dedicó el tema «Malambo para Luca» en su primer CD solista con Los Persas, lanzado en 2010.
- También es nombrado en la canción «Todo eso» de Callejeros en su álbum Rocanroles sin destino (2004).
- La banda argentina de heavy metal Tren Loco le dedica el tema «Luca no murió» en la reedición de 2005 de su segundo álbum de estudio, ¡No me importa!.
- La banda de rock punk Kraneo Negro le dedicó el tema «Luca», que aparece en un disco del año 2010 y nuevamente en el disco El Mejunje (2020).
- En 1999 se estrenó Luca, un documental dirigido por Rodrigo Espina.[34]
- En 2002 se estrenó la película Luca vive, dirigida por Jorge Coscia, con guion de Carlos Polimeni, Daniel Ritto y Jorge Coscia.
- En 2008 se estrena el documental danés Together, de Jannik Splidsboel, retrato de los hermanos Andrea y Luca Prodan, que compitió en el Festival de Cine de Berlín.
- Hubo un proyecto para instalar una Placa azul en la última casa que habitó Luca Prodan en Londres, en reconocimiento a su aporte cultural al rock latinoamericano.[35] La casa del barrio de Chiswick, que el músico compartió, entre otros, con el baterista del grupo británico The Police, Stewart Copeland, tiene un valor simbólico, ya que Prodan la vendió para comprar un portaestudio, instrumentos musicales y su pasaje definitivo a la Argentina para cambiar la escena musical del otro lado del océano.[36]
- En el decimoprimer capítulo de Fingir Coherencia (2025) es citada una frase de Luca sin dar su nombre, pero refiriéndose a él como "el poeta".[37]

## Discografía

### Solista
- Time Fate Love (1996)
- Perdedores Hermosos (1997)

### Con Sumo
- Corpiños en la madrugada (demo, 1983)
- Divididos por la felicidad (1985)
- Llegando los monos (1986)
- After Chabón (1987)
- Fiebre (1989)